# Liste der Biografien/Lal
Liste der Biografien |
Portal Biografien |
Personensuche
# |
A |
B |
C |
D |
E |
F |
G |
H |
I |
J |
K |
L |
M |
N |
O |
P |
Q |
R |
S |
T |
U |
V |
W |
X |
Y |
Z |
?
 
La |
Lb |
Lc |
Le |
Lg |
Lh |
Li |
Lj |
Ll |
Lm |
Lo |
Lp |
Lt |
Lu |
Lv |
Lw |
Lx |
Ly |
Lz
 
Laa |
Lab |
Lac |
Lad |
Lae–Lah |
Lai |
Laj |
Lak |
Lal |
Lam |
Lan |
Lao |
Lap |
Laq |
Lar |
Las |
Lat |
Lau |
Lav |
Law |
Lax |
Lay |
Laz
Die Liste der Biografien führt alle Personen auf, die in der deutschsprachigen Wikipedia einen Artikel haben. Dieses ist eine Teilliste mit 202 Einträgen von Personen, deren Namen mit den Buchstaben „Lal“ beginnt.

## Lal
- Lal Kalindra Singh (* 1863), Diwan von Bastar; Mitglied der Herrscherfamilie von Bastar
- Lal, Bansi (1927–2006), indischer Politiker
- Lal, Bhajan (1930–2011), indischer Politiker
- Lal, Braj Basi (1921–2022), indischer Archäologe
- Lal, Deepak (1940–2020), britischer Wirtschaftswissenschaftler
- Lal, Devi (1914–2001), indischer Politiker
- Lal, Kishori Saran (1920–2002), indischer Historiker
- Lal, Lallu (1763–1825), Lehrer für Hindi
- Lal, Mohinder (1936–2004), indischer Hockeyspieler
- Lal, Raghbir (1929–2025), indischer Hockeyspieler
- Lal, Uwe (* 1955), deutscher Liedermacher und Komponist

### Lala
- Lala Kara Mustafa Pascha († 1580), osmanischer General und für kurze Zeit Großwesir
- Lala Şahin Pascha, erster osmanischer Beylerbey von Rumelien
- Lala, Altin (* 1975), albanischer FußballnationalspielerAltin Lala (* 1975)

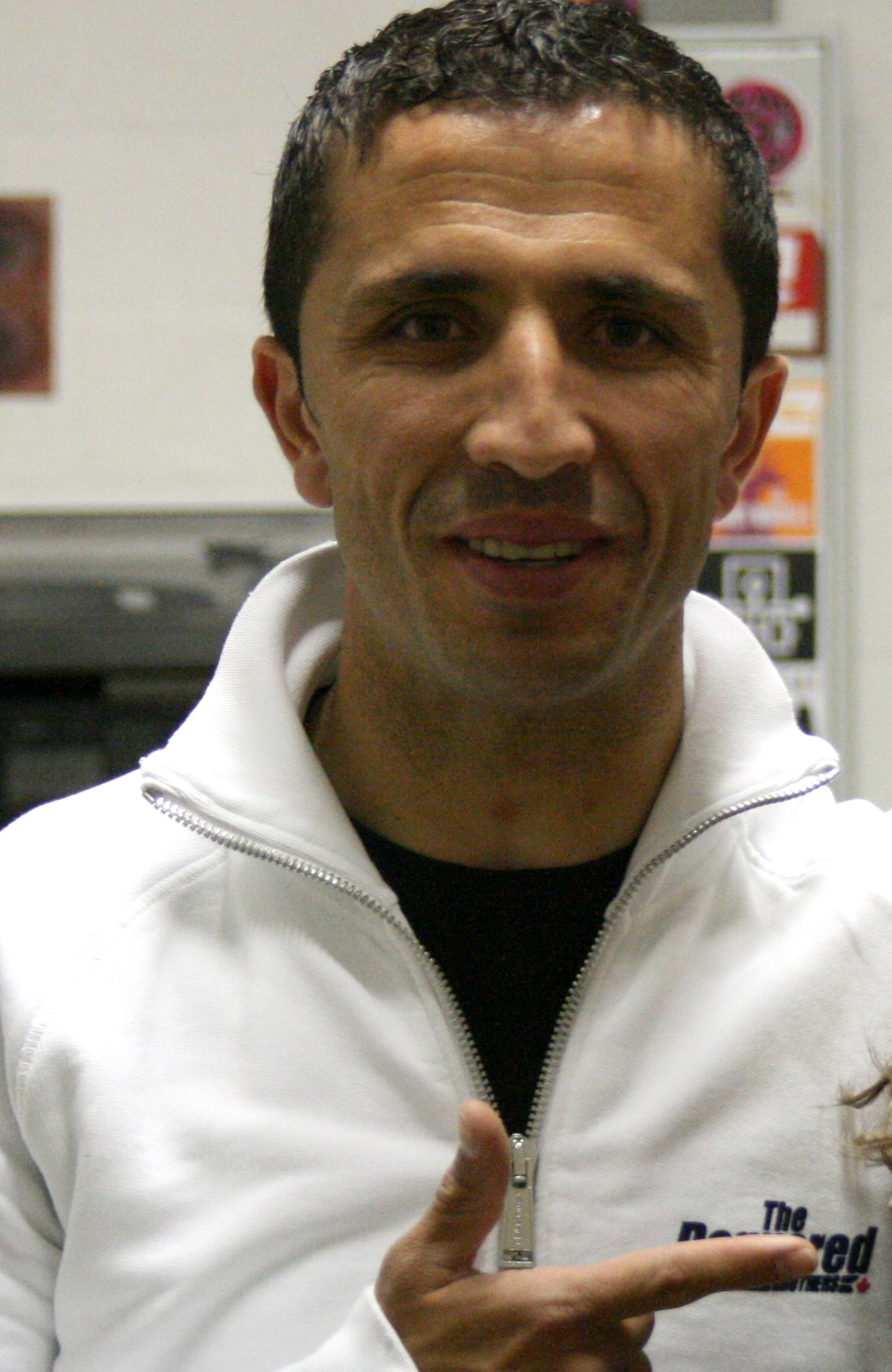
Altin Lala (* 1975)

- Lala, Hans (1921–2001), österreichischer Politiker (SPÖ), Mitglied des Bundesrates
- Lála, Jan (* 1938), tschechoslowakischer Fußballspieler
- Lála, Jiří (* 1959), tschechischer Eishockeyspieler
- Lála, Jiří junior (* 1983), tschechischer Eishockeyspieler
- Lala, Kenny (* 1991), französischer Fußballspieler
- Lala, Maharan (* 1982), israelischer Fußballspieler
- Lala, Puleng (* 1979), lesothische Taekwondoin
- Lalabalavu, Naiqama (* 1953), fidschianischer Häuptling und PräsidentNaiqama Lalabalavu (* 1953)

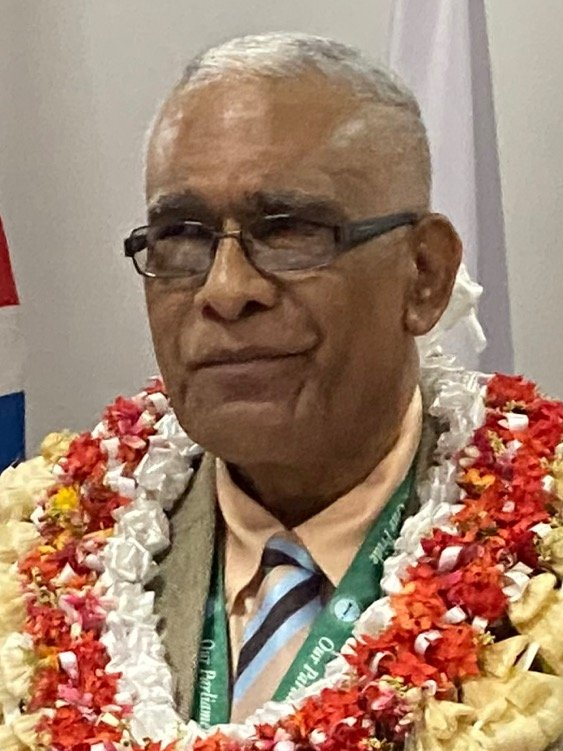
Naiqama Lalabalavu (* 1953)

- Lalaguna Royo, Mireia (* 1992), spanische Schönheitskönigin und Miss World 2015
- Lalaing, Antoine I. de († 1540), Statthalter von Holland und Seeland
- Lalaing, Charles de (1856–1919), belgischer Jurist und Diplomat
- Lalaing, Charles I. de (1466–1525), niederländischer Staatsrat
- Lalaing, Charles II. de († 1558), spanischer Botschafter in London
- Lalaing, Georg von (1536–1581), oranischer Statthalter von Friesland, Groningen, Drenthe und Overijssel
- Lalaing, Jacques de (1421–1453), Diener der Herzöge von Burgund und Turnierritter
- Lalaing, Josse de († 1483), Statthalter von Holland und Seeland
- Lalaing, Philip de (1510–1555), kaiserlicher Statthalter des Herzogtums Jülich und der Provinz Geldern sowie Ritter des Ordens vom Goldenen Vlies (1544–1555)
- Lalaing, Philipp von (1537–1582), Baron von Escornaix und Herr von Waurin sowie Statthalter des Hennegaus und Generalleutnant
- Lalaing, Philippe-Christine de (1545–1582), belgische Adlige
- Lalaing, Simon de († 1476), Kämmerer und Gouverneur der Herzöge von Burgund
- Lalajan, Jerwand (1864–1931), russisch-sowjetischer Ethnograph und Archäologe
- Lalam, Josephine (* 2000), ugandische Speerwerferin
- LaLama, Ralph (* 1951), US-amerikanischer Tenorsaxophonist, Komponist des Modern Jazz und Hochschullehrer
- Lalami, Laila (* 1968), marokkanische Schriftstellerin
- Lalami, Younes (* 2001), kanadisch-marokkanischer Tennisspieler
- Lalance, Auguste (1830–1920), Industrieller und Politiker, MdR
- Lalande, Bernard (1912–2009), französischer Schriftsteller und Romanist
- Lalande, Charles de (1833–1887), französischer Architekt
- Lalande, Georg de (1872–1914), deutscher Architekt, hauptsächlich in Japan tätig
- Lalande, Jacques (1921–2003), französischer gegenständlicher Maler und Grafiker
- Lalande, Jean de († 1646), Jesuitenmissionar
- Lalande, Jérôme (1732–1807), französischer Mathematiker und AstronomJérôme Lalande (1732–1807)

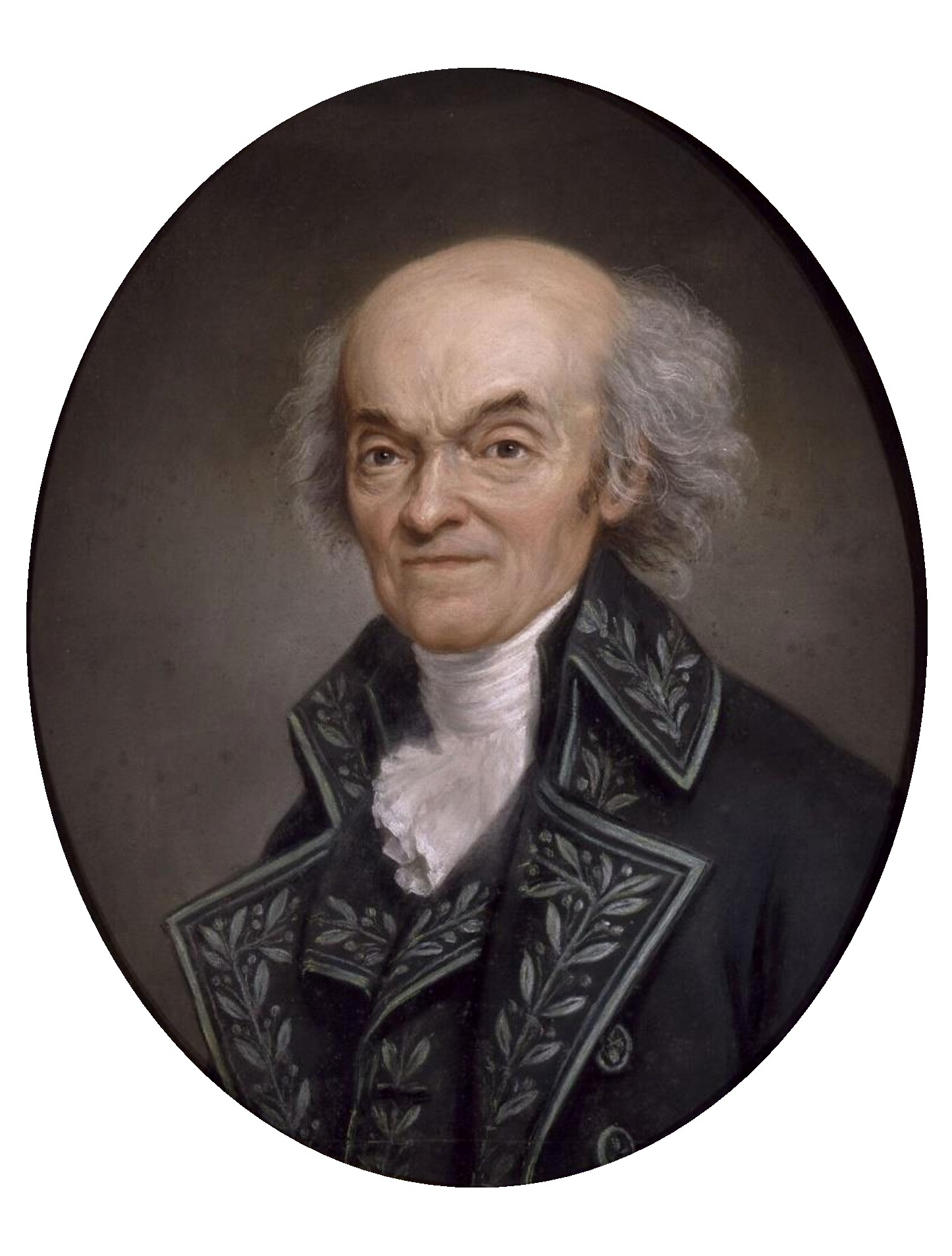
Jérôme Lalande (1732–1807)

- Lalande, Julien Pierre Anne (1787–1844), französischer Marineoffizier und Politiker
- Lalande, Kevin (* 1987), belarussisch-kanadischer Eishockeytorwart
- Lalande, Marie-Jeanne de (1768–1832), französische Astronomin
- Lalande, Michel Louis Arsène (1785–1852), französischer General
- Lalang, Boaz Kiplagat (* 1989), kenianischer Mittelstreckenläufer
- Lalanne, Claude (1925–2019), französische Bildhauerin und Designerin
- Lalanne, François-Xavier (1927–2008), französischer Bildhauer, Designer, Maler, Zeichner und Grafiker
- LaLanne, Jack (1914–2011), US-amerikanischer Fitness-Pionier, Unternehmer und Fernsehmoderator
- Lalanne, Jean-Félix (* 1962), französischer Gitarrist und Komponist
- Lalanne, Léon (1811–1892), französischer Bauingenieur und Politiker
- Lalanne, Stanislas (* 1948), französischer Geistlicher, emeritierter römisch-katholischer Bischof von Pontoise
- Lalaounis, Ilias (1920–2013), griechischer Goldschmied
- Lalas, Alexi (* 1970), US-amerikanischer Fußballspieler
- Lalas, Vytautas (* 1982), litauischer Kraftsportler und Strongman
- Lalau, Pauga (* 1975), samoanischer Boxer
- LaLaurie, Delphine, vermutlich geistesgestörte und sadistische Frau in New OrleansDelphine LaLaurie

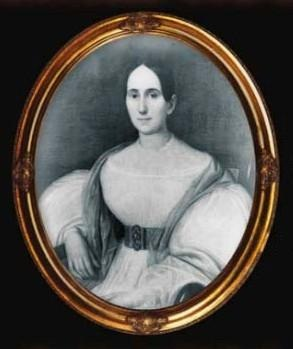
Delphine LaLaurie

- Lalay, Gilles (1962–1992), französischer Motorradrennfahrer

### Lald
- Laldenga (1927–1990), indischer Guerillero und Politiker

### Lale
- Lale, Emre (* 1993), türkischer Badmintonspieler
- Lale, Nuray (* 1962), deutsch-türkische Schriftstellerin
- Laleau, Léon (1892–1979), haitianischer Politiker, Diplomat, Dichter und Schriftsteller französischer Sprache
- Laleh (* 1982), schwedische Musikerin und SchauspielerinLaleh (* 1982)

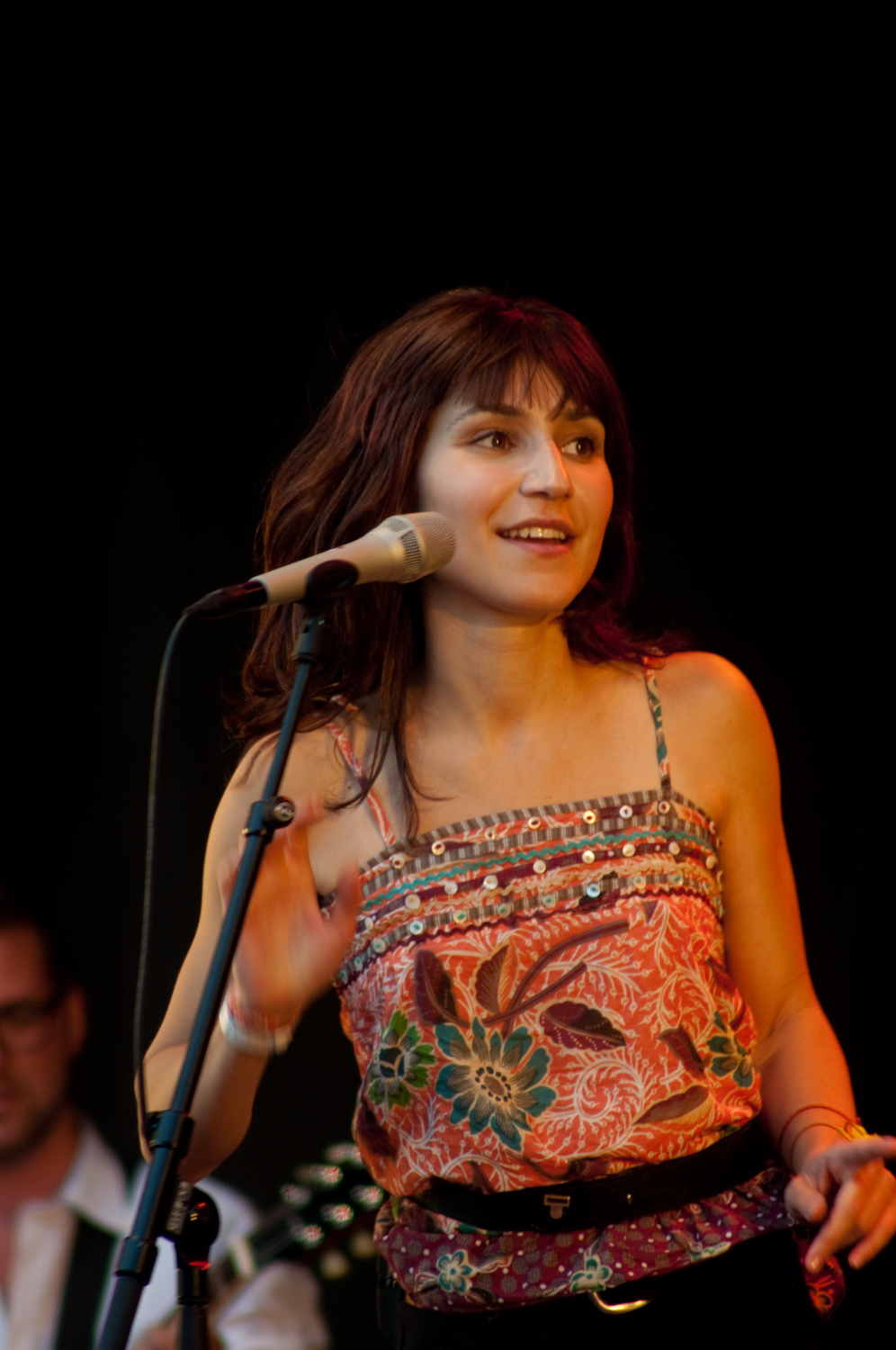
Laleh (* 1982)

- Lalemand, Charles, belgischer Ruderer
- Lalemant, Charles (1587–1674), französischer Priester und Jesuit
- Lalemant, Gabriel (1610–1649), französischer Priester und Jesuit in Neufrankreich
- Lalemant, Jérôme (1593–1673), französischer Jesuit und Priester
- Lalenkow, Jewgeni Alexejewitsch (* 1981), russischer Eisschnellläufer
- Lalenkowa, Jewgenija Michailowna (* 1990), russische Eisschnellläuferin
- Lalenkowa, Walentina Nikolajewna (* 1957), sowjetische Eisschnellläuferin
- Lalescu, Traian (1882–1929), rumänischer Mathematiker
- Laleu, Pierre, französischer Rallye-Raid-Fahrer
- Lalewicz, Marian (1876–1944), polnischer Architekt

### Lali
- Lali, Ali Askar (* 1959), afghanischer Fußballspieler und -trainer
- Lalibela, Gebra Maskal (* 1162), Kaiser
- Laliberté, Alfred (1877–1953), kanadischer Bildhauer und Maler
- Laliberté, David (* 1986), kanadischer Eishockeyspieler
- Laliberté, Guy (* 1959), kanadischer UnternehmerGuy Laliberté (* 1959)

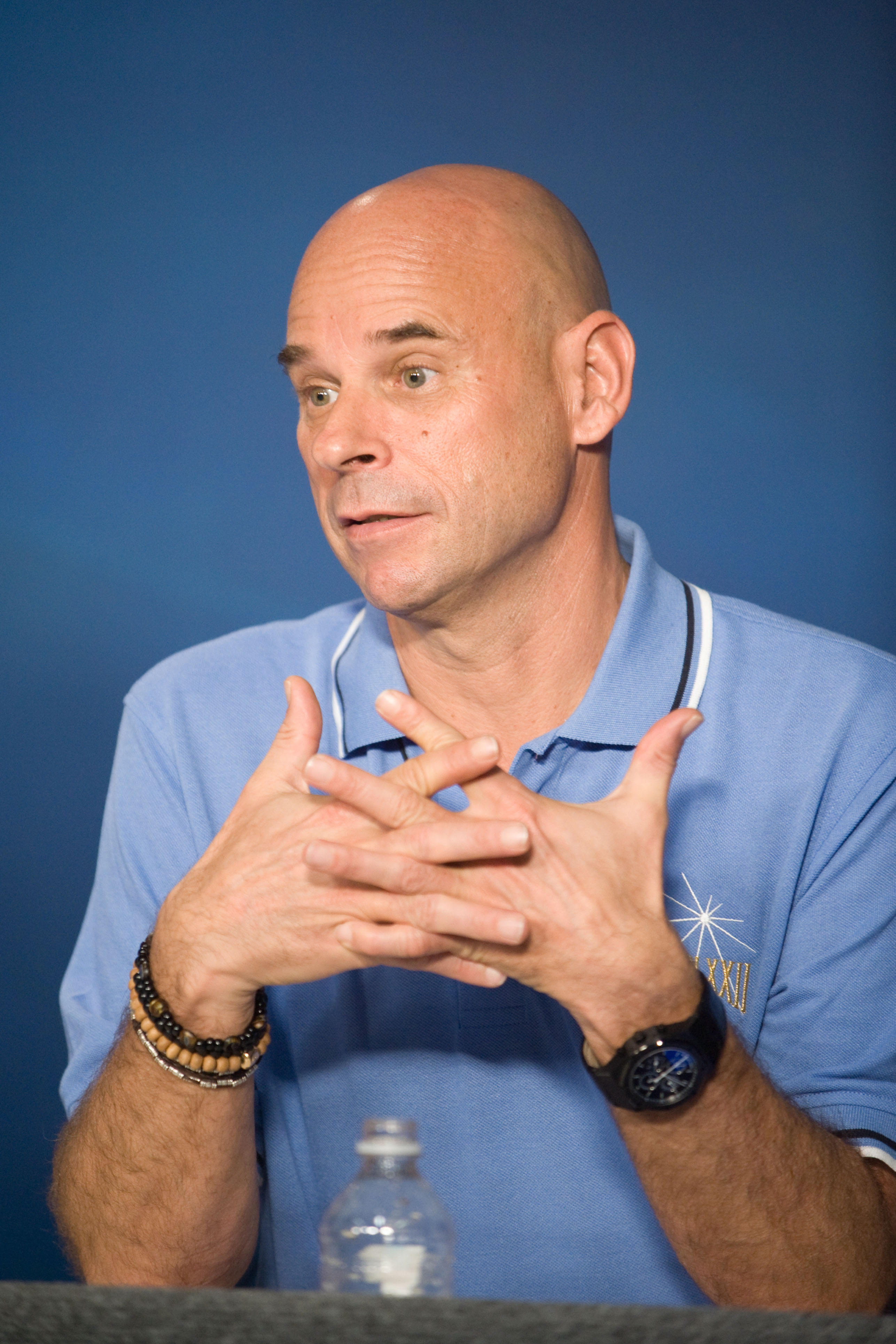
Guy Laliberté (* 1959)

- Laliberté, John (* 1983), US-amerikanischer Eishockeyspieler
- Laliberté, Martin (* 1964), kanadischer Ordensgeistlicher und römisch-katholischer Bischof von Trois-Rivières
- Lalić, Bogdan (* 1964), kroatischer Schachspieler
- Lalić, Karlo (* 2003), kroatisch-österreichischer Fußballspieler
- Lalić, Kristijan (* 1984), österreichischer Fußballspieler
- Lalić, Mihajlo (1914–1992), serbisch-montenegrinischer Schriftsteller
- Lalieux, Karine (* 1964), belgische Politikerin
- Lalijew, Gennadi (* 1979), russischer bzw. kasachischer Ringer
- Lalime, Patrick (* 1974), kanadischer Eishockeytorwart
- Lalinde, Julián (* 1985), uruguayischer Fußballspieler
- Lalinon Gbado, Béatrice (* 1962), beninische Autorin
- Lalique, René (1860–1945), französischer Unternehmer, Firmengründer, Schmuck- und Glaskünstler des Art Déco
- Lalique-Haviland, Suzanne (1892–1989), französische Malerin, Designerin und Kostümbildnerin
- Lalitaditya, König von Kaschmir, Panjab und Ost-Afghanistan
- Lalitha, Pushpa (* 1956), indische anglikanische Bischöfin der Church of South India
- Lalive d’Epinay, Maya (* 1957), Schweizer Politikerin (FDP) und Künstlerin
- Lalive d’Epinay, Thierry (* 1944), Schweizer Manager, Verwaltungsratspräsident der Schweizerischen Bundesbahnen
- Lalive, Caroline (* 1979), US-amerikanische Skirennläuferin

### Lalk
- Lalkovič, Milan (* 1992), slowakischer Fußballspieler

### Lall
- Lalla, indischer Astronom und Mathematiker
- Lalla Salma (* 1978), vormalige Ehefrau des marokkanischen Königs Mohammed VI.Lalla Salma (* 1978)

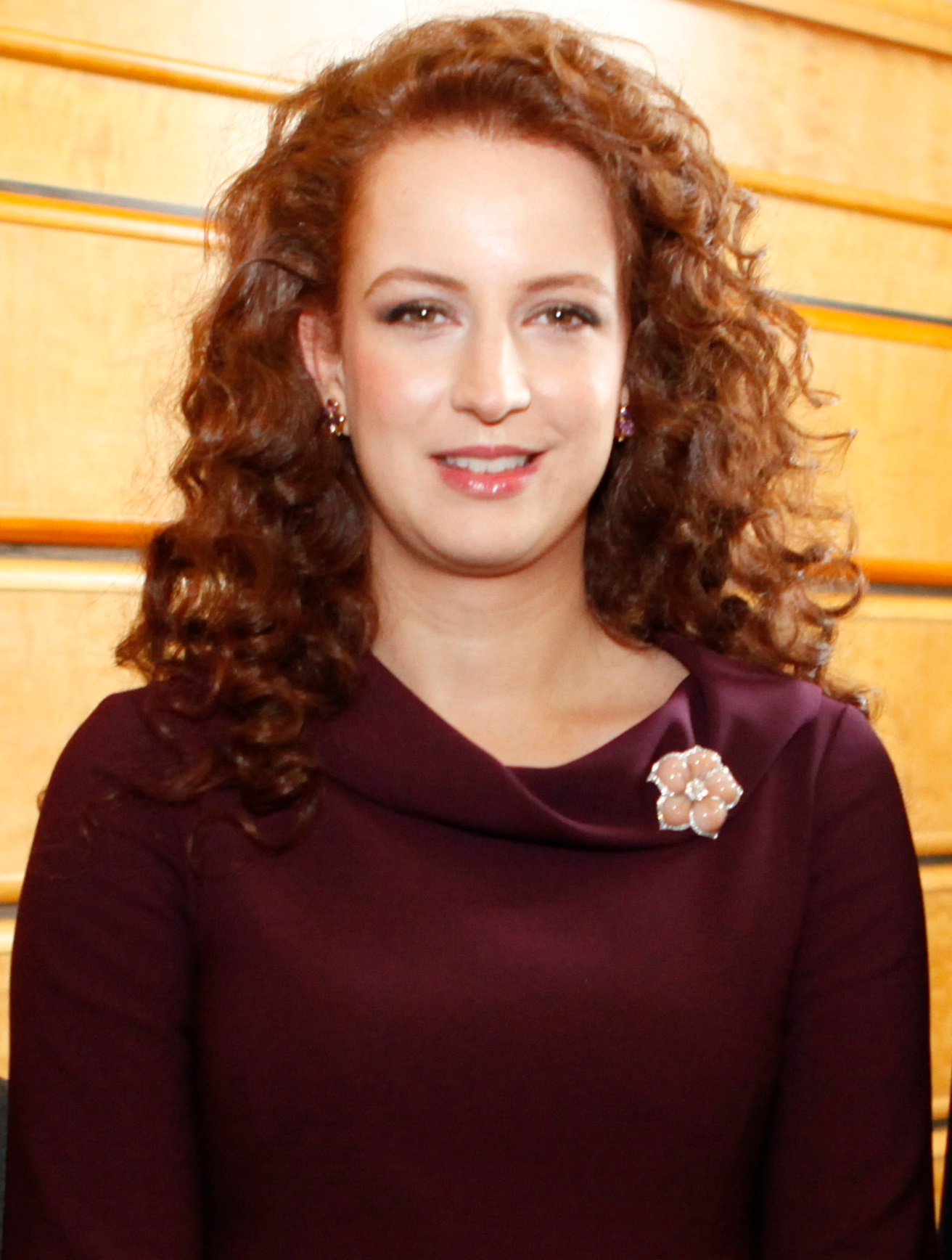
Lalla Salma (* 1978)

- Lällä, Sini (* 1994), finnische Hochspringerin
- Lallana, Adam (* 1988), englischer Fußballspieler
- Lallande, Ann (1949–2021), US-amerikanische Schwimmerin
- Lalle, Giorgio (* 1957), italienischer Schwimmer
- Lallemand, André (1904–1978), französischer Astronom
- Lallemand, Charles (1826–1904), französischer Jurist, Journalist, Zeichner, und Maler
- Lallemand, Charles (1857–1938), französischer Geodät
- L’Allemand, Conrad (1809–1880), hessischer Porträtmaler
- Lallemand, François Antoine (1774–1839), französischer Generalleutnant
- L’Allemand, Fritz (1812–1866), österreichischer Historienmaler
- Lallemand, Jean (1898–1987), kanadischer Kunstmäzen
- Lallemand, Jean-Baptiste (1716–1803), französischer Maler
- Lallemand, Roger (1932–2016), belgischer Rechtsanwalt und Senatspräsident
- Lallemand, Roza (1961–2008), französische Schachspielerin
- L’Allemand, Siegmund (1840–1910), österreichischer Maler
- Lallemand-Sauder, Carmen (* 1953), deutsche Politikerin (SPD), MdL
- Lallemant, Georges († 1636), französischer Maler
- Lallemant, Jacques (1691–1740), französischer Geistlicher und Bischof
- Lallemant, Louis (1578–1635), französischer Jesuit, Priester, Mystiker und Theologe
- Lallement, Pierre (1843–1891), französischer Erfinder und Inhaber eines US-Patents für ein Veloziped mit Pedalantrieb
- Lallerstedt, Erik (1864–1955), schwedischer Architekt
- Lalli, finnischer Bauer und Mörder von Heinrich von Uppsala
- Lalli, Andrea (* 1987), italienischer Langstreckenläufer
- Lalli, Domenico (1679–1741), italienischer Librettist
- Lalli, Mauro (* 1965), italienischer römisch-katholischer Geistlicher, Erzbischof und Diplomat des Heiligen Stuhls
- Lallier, Adalbert (1925–2022), jugoslawisch-kanadischer Ökonom, Mitglied der Waffen-SS
- Lallier, Marc-Armand (1906–1988), französischer Geistlicher, römisch-katholischer Bischof
- Lalliet, Théophile (1837–1892), französischer Oboist und Komponist
- Lallinger, Adolf (1897–1955), deutscher Schauspieler
- Lallinger, Ignaz (1811–1844), deutscher Kommunalpolitiker, Bürgermeister von Ingolstadt
- Lallinger, Ludwig (1908–1992), deutscher Politiker (Bayernpartei), MdL
- Lallitsch, Anna-Theresa (* 1992), österreichische Sportkommentatorin und -moderatorin
- Lallo, Sabine di (* 1994), Schweizer Biathletin
- Lalloz, Stéphane (* 1973), französischer Schauspieler
- Lallukka, Juha (* 1979), finnischer Skilangläufer
- Lally, Arthur (1901–1940), britischer Jazz-Klarinettist und Saxophonist
- Lally, Jade (* 1987), britische Diskuswerferin
- Lally, Joe (* 1963), amerikanischer Bassist
- Lally, Mick (1945–2010), irischer Schauspieler
- Lally, Mike (1900–1985), US-amerikanischer Schauspieler
- Lally, Tony (* 1953), irischer Radrennfahrer
- Lally-Tollendal, Gérard de (1751–1830), französischer Politiker
- Lally-Tollendal, Thomas Arthur de (1702–1766), französischer General

### Lalo
- Lalo, Édouard (1823–1892), französischer KomponistÉdouard Lalo (1823–1892)

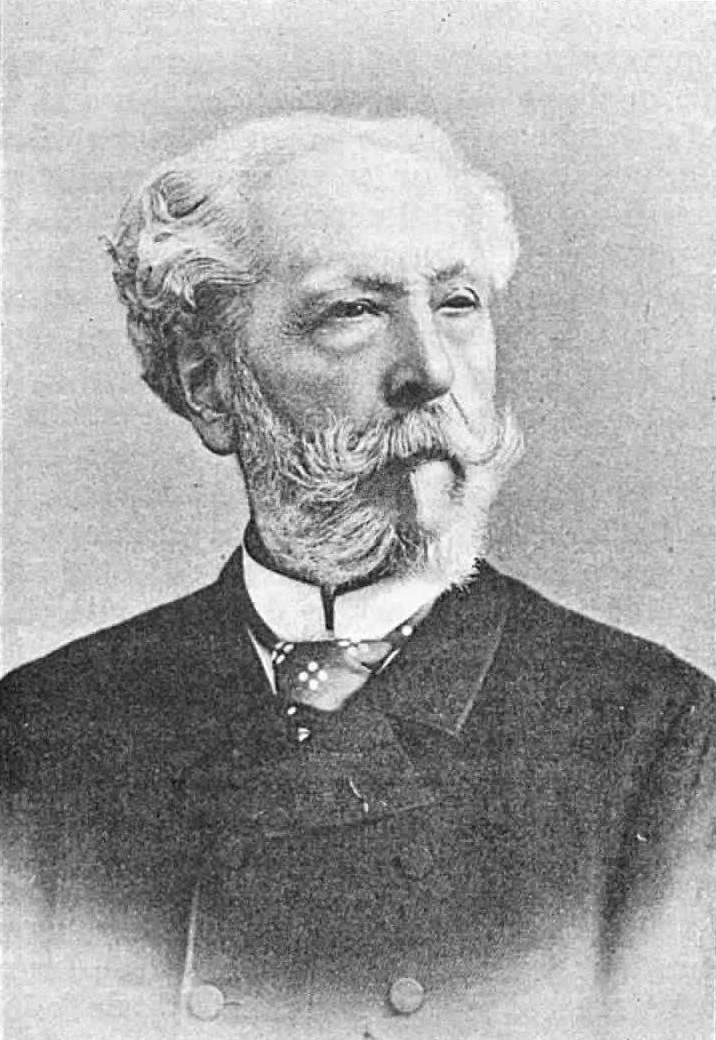
Édouard Lalo (1823–1892)

- Lalo, Pascal (* 1969), französischer Schauspieler
- Lalo, Thierry (1965–2018), französischer Jazzmusiker
- Laloë, Franck (* 1940), französischer Physiker
- Laloko, Kashimawo († 2021), nigerianischer Fußballtrainer
- Lalon († 1890), bengalischer Dichter und Philosoph
- Lalonde, Alain (* 1951), kanadischer Komponist
- LaLonde, Bob (1922–2015), US-amerikanischer Politiker
- Lalonde, Bobby (* 1951), kanadischer Eishockeyspieler
- Lalonde, Brice (* 1946), französischer Politiker (Parti socialiste)
- LaLonde, Bud (1933–2017), US-amerikanischer Wirtschaftswissenschaftler
- Lalonde, Christophe (* 1994), kanadischer Eishockeyspieler
- Lalonde, Derek (* 1972), US-amerikanischer Eishockeytrainer
- Lalonde, Donny (* 1960), kanadischer Berufsboxer
- Lalonde, François (* 1955), kanadischer Mathematiker
- Lalonde, Geneviève (* 1991), kanadische Hindernisläuferin
- Lalonde, Julia (* 1997), kanadische Schauspielerin
- LaLonde, Ler (* 1968), US-amerikanischer Gitarrist der Crossover-Band PrimusLer LaLonde (* 1968)

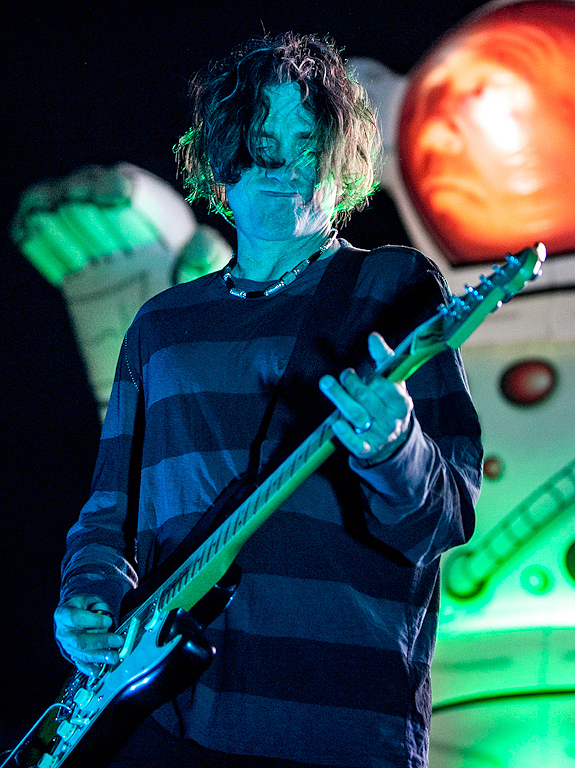
Ler LaLonde (* 1968)

- Lalonde, Marc (1929–2023), kanadischer Politiker und Rechtsanwalt
- Lalonde, Michèle (1937–2021), kanadische Lyrikerin, Essayistin, Dramatikerin und Drehbuchautorin
- Lalonde, Newsy (1887–1970), kanadischer Eishockeyspieler
- Lalonde, Ron (* 1952), kanadischer Eishockeyspieler
- Lalonde, Shawn (* 1990), kanadischer Eishockeyspieler
- Laloo, Bernard (* 1976), indischer römisch-katholischer Geistlicher, Weihbischof in Shillong
- Lalor, James Fintan (1807–1849), irischer Journalist und Autor
- Lalor, Jennifer (* 1974), US-amerikanische Fußballspielerin
- Lalor, Mike (* 1963), US-amerikanischer Eishockeyspieler
- Lalor, Patrick (1926–2016), irischer Politiker (Fianna Fáil), MdEP
- Lalor, Peter (1827–1889), irisch-australischer Ingenieur und Politiker
- LaLota, Nick (* 1978), US-amerikanischer Politiker
- Lalou, René (1889–1960), französischer Anglist, Romanist und Literaturkritiker
- Laloubère, Antoine de (1600–1664), französischer Mathematiker und Jesuit
- Lalouette, Éric (* 1951), französischer Radrennfahrer
- Lalouette, Jean-François (1651–1728), französischer Komponist und Kirchenmusiker
- Lalouette, Roger (1904–1980), französischer Botschafter
- Laloum, Adam (* 1987), französischer Pianist
- Laloux, Éléonore (* 1985), französische Kommunalpolitikerin
- Laloux, René (1929–2004), französischer Regisseur und Maler
- Laloux, Victor (1850–1937), französischer Architekt
- Lalovic, Ivana (* 1982), schweizerisch-schwedische Regisseurin
- Lalović, Nenad (* 1958), serbischer Sportfunktionär
- Lalowa-Collio, Iwet (* 1984), bulgarische Sprinterin
- Laloy, Louis (1874–1944), französischer Musikwissenschaftler, Schriftsteller und Sinologe

### Lalp
- Lalpekhlua, Jeje (* 1991), indischer Fußballspieler

### Lalr
- Lalrinmuana, David (* 1992), indischer Fußballspieler
- Lalruatthara (* 1995), indischer Fußballspieler

### Lals
- Lalsky, Gertrud de (1878–1958), deutsche Schauspielerin

### Lalt
- Lalthanhawla (* 1942), indischer Politiker

### Lalu
- Lalucq, Aurore (* 1979), französische Ökonomin und Politikerin (PP), MdEP
- Lalumière, Catherine (* 1935), französische Politikerin (PS), Mitglied der Nationalversammlung, MdEP und Generalsekretärin des Europarates
- Laluska, Balázs (* 1981), ungarischer Handballspieler und -trainer

### Lalw
- Lalwani, Palak (* 1998), indische Schauspielerin

### Laly
- Laly, Robert (1887–1972), französischer Autorennfahrer
- Laly, Victoire (* 1991), deutsch-beninische Schauspielerin und SängerinVictoire Laly (* 1991)

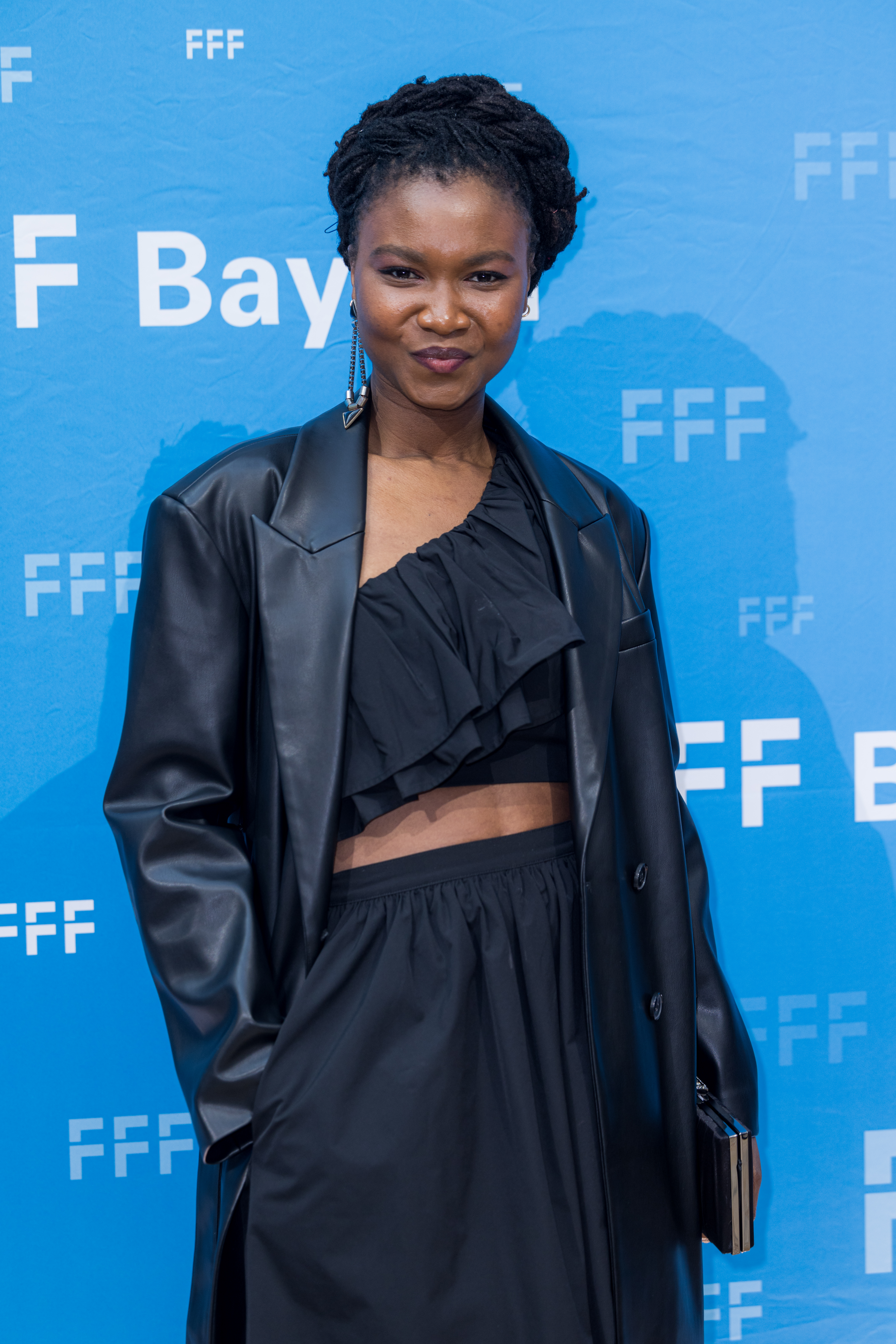
Victoire Laly (* 1991)

- Lalyre, Adolphe (1848–1933), französischer Maler